# Euhygia brevicornis
Euhygia brevicornis är en tvåvingeart som beskrevs av Louis-Paul Mesnil 1963. Euhygia brevicornis ingår i släktet Euhygia och familjen parasitflugor. Inga underarter finns listade i Catalogue of Life.